# 구룡포여자중학교
구룡포여자중학교는 경상북도 포항시 남구 구룡포읍 병포리에 있었던 공립 중학교이다.

## 연혁
- 1982년 12월 10일 - 구룡포여자중학교 설립인가
- 1983년 1월 10일 - 구룡포여자종합고등학교 설립 인가
- 1983년 9월 5일 - 병포리 신축교사로 이전
- 1983년 9월 27일 - 개교식 및 교사 준공식
- 1984년 2월 9일 - 제1회 졸업식
- 2012년 3월 1일 - 구룡포중학교로 통폐합, 29년만에 폐교

## 같이 보기
- 구룡포여자종합고등학교